# Campionati europei di ciclismo su strada 2008
I Campionati europei di ciclismo su strada 2008 si disputarono a Stresa, Pettenasco, Arona e Verbania, in Italia, tra il 3 e il 6 luglio 2008.

## Eventi

### Cronometro individuali
Giovedì 3 luglio
- 9:00 Donne Under 23, 25,300 km
- 11:30 Uomini Under-23, 25,300 km

Venerdì 4 luglio
- 9:30 Donne Juniors, 16,500 km
- 11:00 Uomini Juniors, 16,500 km

### Corse in linea
Sabato 5 luglio
- 9:00 Donne Under-23, 129,600 km
- 13:45 Uomini Under-23, 151,200 km

Domenica 6 luglio
- 9:00 Uomini Juniors, 129,600 km
- 14:00 Donne Juniors, 86,400 km

## Medagliere
| Pos.   | Nazione     | Oro | Argento | Bronzo | Totale |
| ------ | ----------- | --- | ------- | ------ | ------ |
| 1      | Francia     | 2   | 0       | 1      | 3      |
| 1      | Italia      | 2   | 0       | 1      | 3      |
| 3      | Ucraina     | 1   | 3       | 1      | 5      |
| 4      | Polonia     | 1   | 0       | 1      | 2      |
| 5      | Lituania    | 1   | 0       | 0      | 1      |
| 5      | Paesi Bassi | 1   | 0       | 0      | 1      |
| 7      | Russia      | 0   | 1       | 3      | 4      |
| 8      | Germania    | 0   | 1       | 0      | 1      |
| 8      | Regno Unito | 0   | 1       | 0      | 1      |
| 8      | Norvegia    | 0   | 1       | 0      | 1      |
| 8      | Austria     | 0   | 1       | 0      | 1      |
| 12     | Belgio      | 0   | 0       | 1      | 1      |
| Totale | Totale      | 8   | 8       | 8      | 24     |

## Sommario degli eventi
| Eventi                 | Oro                         | Tempo    | Argento                    | Tempo | Bronzo                   | Tempo |
| Uomini Under-23        |                             |          |                            |       |                          |       |
| Gara in linea dettagli | Cyril Gautier Francia       | 3.39'49" | Paul Voss Germania         | a 24" | Timofej Krickij Russia   | s.t.  |
| Cronometro dettagli    | Adriano Malori Italia       | 27'56"   | Timofej Krickij Russia     | 7"    | Artëm Ovečkin Russia     | a 21" |
| Uomini Juniors         |                             |          |                            |       |                          |       |
| Gara in linea dettagli | Johan Le Bon Francia        | 3.13'57" | Luke Rowe Regno Unito      | s.t.  | Piotr Gawronski Polonia  | s.t.  |
| Cronometro dettagli    | Michał Kwiatkowski Polonia  | 20'09"   | Vegard Breen Norvegia      | a 3"  | Johan Le Bon Francia     | a 14" |
| Donne Under-23         |                             |          |                            |       |                          |       |
| Gara in linea dettagli | Rasa Leleivyte Lituania     | 3.30'58" | Lesya Kalitovska Ucraina   | s.t.  | Marta Bastianelli Italia | s.t.  |
| Cronometro dettagli    | Ellen van Dijk Paesi Bassi  | 32'33"   | Svitlana Galyuk Ucraina    | a 5"  | Lesya Kalitovska Ucraina | a 8"  |
| Donne Juniors          |                             |          |                            |       |                          |       |
| Gara in linea dettagli | Valentina Scandolara Italia | 2h22'06" | Valeriya Kononenko Ucraina | s.t.  | Jessie Daams Belgio      | s.t.  |
| Cronometro dettagli    | Valeriya Kononenko Ucraina  | 23'02"   | Jacqueline Hahn Austria    | a 35" | Maria Mishina Russia     | a 54" |